# Ilusiones rotas
Ilusiones rotas (título original: Deadly Matrimony) es una película de suspense del año 1992 de John Korty con Brian Dennehy y Treat Williams en los papeles principales. Es una adaptación cinematográfica del libro de Barbara Schaaf sobre el hecho real del asesinato de Dianne Masters.
Fue la primera película para televisión de la serie de Jack Reed y es importante mencionar, que toda la saga de Jack Reed está basada en casos reales de la policía de Chicago.

## Argumento
Jack Reed es un policía en Chicago. Allí él investiga a la mafia cada vez que puede, pero no hace muchos progresos al respecto, porque es protegida por el abogado Alan Masters, que bajo su mandato ha puesto bajo control a la policía local, incluyendo a su jefe, Michael Corbitt. Alan Masters está casado con Dianne Masters, una joven mujer bonita, a quien maltrata, porque él la quiere como adorno y no como un ser humano. También la está engañando con otras y sólo se enteró de sus actividades después de haberse casado con él.
Un día ella quiere deshacerse de él por sus malos tratos, pero él se entera y por celos y temor a que podría delatar sus actividades frente a Reed, con quien tiene una relación amistosa, él la mata con la ayuda de Corbitt. Después Corbitt pone su cadáver en el coche y lo hace desaparecer en un río cercano. Sólo después de seis meses se encuentra el coche allí por casualidad en el transcurso de otra investigación criminal de Reed en el lugar.
Las investigaciones por el asesinato conducen a nada, porque Corbitt controla la investigación. Sólo después de presión pública se transfiere la investigación a Jack Reed. Él descubre rápidamente, que Alan Masters cometió el asesinato. Se pone además en contacto con una amiga suya, Nina Sloane, la mujer de Corbitt. Sin embargo, ella se niega a ayudar por temor a acabar como ella. Aun así le advierte que Alan controla a la policía y a Corbitt y, después de darle detalles sobre el asesinato que averiguó por su cuenta, se despide de él.
Cuando Reed se da finalmente cuenta hasta qué punto Alan controla a la policía local, él contacta a los federales, que también actúan contra la mafia en el lugar. Se alían y consiguen hacer hablar a un juez, que lo sabe todo, obstruyó la investigación y que ayudó a Alan en sus negocios. Así Alan Masters y Corbitt son detenidos. El juez luego se suicida, cuando se da cuenta de lo que hizo por codicia. Sin embargo, Nina, que es informada por Reed en persona, que Corbitt ayudó en el asesinato, decide bajo estas circunstancias declarar en lugar del juez, cuando obtiene la confirmación al respecto. Por último, Corbitt también declara contra Alan para protegerse de ser asesinado por él en un desesperado intento de salvarse después de la declaración de Nina.
Alan es declarado culpable de todos los cargos. Ya que un tribunal federal le condenó, él no puede ser condenado por asesinato, sino por las leyes antimafia, las leyes RICO. Así él obtiene por el crimen 40 años de cárcel, mientras que Corbitt recibe 20 años. El jefe de la mafia, Vic Scalisi, con quien trabajaba Alan y que sabía todo al respecto, muere antes de ser procesado. Nina se esconde para su propia protección y Reed sigue trabajando como policía en la ciudad de Chicago.

## Reparto
- Brian Dennehy - Sargento Jack Reed
- Treat Williams - Alan Masters
- Embeth Davidtz - Dianne Masters
- Lisa Eilbacher - Nina Sloane
- John M. Jackson - Jefe de policía Michael Corbitt
- Susan Ruttan - Arlene Reed
- George Morfogen - Vic Scalisi
- Robert Picardo - Fiscal Federal
- Michael J. Reynolds - Juez Zagel
- Sean McCann - Abogado defensor

## Recepción
Como tuvo éxito, se hizo una secuela de la película. También cabe destacar, que al final se hicieron un total de seis películas de televisión con Jack Reed como protagonista durante un periodo de 4 años.